# Skyline-Ganipa
Skyline-Ganipa és una concentració de població designada pel cens dels Estats Units a l'estat de Nou Mèxic. Segons el cens del 2000 tenia 1.035 habitants.

## Demografia
Segons el cens del 2000, Skyline-Ganipa tenia 1.035 habitants, 220 habitatges, i 196 famílies. La densitat de població era de 64,9 habitants per km².
Dels 220 habitatges en un 45% hi vivien nens de menys de 18 anys, en un 46,4% hi vivien parelles casades, en un 34,1% dones solteres, i en un 10,9% no eren unitats familiars. En el 6,4% dels habitatges hi vivien persones soles el 0,5% de les quals corresponia a persones de 65 anys o més que vivien soles. El nombre mitjà de persones vivint en cada habitatge era de 4,7 i el nombre mitjà de persones que vivien en cada família era de 4,89.
Per edats la població es repartia de la següent manera: un 37,8% tenia menys de 18 anys, un 14% entre 18 i 24, un 25,9% entre 25 i 44, un 16,1% de 45 a 60 i un 6,2% 65 anys o més.
L'edat mediana era de 24 anys. Per cada 100 dones de 18 o més anys hi havia 78,9 homes.
La renda mediana per habitatge era de 26.190 $ i la renda mediana per família de 27.188 $. Els homes tenien una renda mediana de 20.625 $ mentre que les dones 19.732 $. La renda per capita de la població era de 7.553 $. Aproximadament el 29,2% de les famílies i el 32,6% de la població estaven per davall del llindar de pobresa.

## Poblacions més properes
El següent diagrama mostra les poblacions més properes.